# Попков, Юрий Александрович
Юрий Александрович Попков (6 июня 1934 — 2 апреля 1990) — бригадир электромонтажников электромонтажного поезда № 702 треста «Трансэлектромонтаж» Министерства транспортного строительства СССР. Герой Социалистического Труда (02.06.1962).

## Биография
Родился 6 июня 1934 года в селе Ивановка Калачинского района Омской области.
После окончания семилетней школы поступил учиться в Омское железнодорожное училище по специальности монтёра электроконтактной сети.
После окончания училища в 1957 году был направлен на работу в 702-й электромонтажный поезд треста «Трансэлектромонтаж», монтажники которого вели электрификацию на станции Кинель Куйбышевской железной дороги. 
После службы в армии в 1960 году вернулся на прежнее место работы в 702-й электромонтажный поезд треста «Трансэлектромонтаж» и уже через год возглавил бригаду. 
Бригада Ю. А  Попкова работала под Москвой и Омском, на Урале, на Московско-Рязанской и Горьковской железных дорогах, была удостоена звания «коллектива коммунистического труда».
Указом Президиума Верховного Совета СССР от 2 июня 1962 года за выдающиеся производственные успехи, достигнутые при электрификации железнодорожной магистрали Москва – Байкал Попкову Юрию Александровичу присвоено звание Героя Социалистического Труда с вручением ордена Ленина и золотой медали «Серп и Молот».
Жил в городе Горьком. Скончался 2 апреля 1990 года, похоронен в Горьком.

## Награды
- Золотая медаль «Серп и Молот» (02.06.1962)
- Орден Ленина (02.06.1962).
- Медаль «В ознаменование 100-летия со дня рождения Владимира Ильича Ленина» (6 апреля 1970)
- Медаль «Ветеран труда»
- Медаль «За трудовую доблесть»